# 鄭檊
鄭檊（越南语：／；1775年—1782年12月17日）是越南後黎朝的權臣，也是被認為是鄭氏政權的倒数第三位君主（1570年）。封號為奠都王（越南语：／）。

## 生平
鄭檊是鄭森的幼子，為鄭森所寵愛的宣妃鄧氏蕙所生。景興三十六年（1775年）鄭檊出生使鄭森非常高興，當即命令當年鄉試的第三場以「山川英毓、河海秀鍾」為命題。群臣也都承望風旨，以「星輝海潤」為賀。
鄭檊一周歲的時候就骨相豐偉，異於常人。且鄭檊天性聰明，能言善辯而且舉止如同大人，更是得到了鄭森的寵愛。而當時的王世子鄭棕母親無寵，且鄭棕本人好武不好文，因此鄭森非常討厭他，鄭棕害怕鄭檊日後奪權，在1780年趁鄭森得病之機陰謀發動政變。但卻被鄭森得知，將其廢為季子幽禁，立鄭檊為世子。鄭森之母阮氏勸鄭森等到鄭棕長大後再考慮廢嫡之事，但鄭森不聽。
1782年10月19日，鄭森去世。根據鄭森的遺囑，黃廷寶立5岁的鄭檊為嗣。暉郡公黃廷寶、卿郡公鄭橋、院郡公阮俒、珠郡公阮廷珠、泗川侯潘黎藩、棪郡公阮棪、垂忠侯謝名垂七人共輔朝政。黎帝敕封鄭檊為元帥總國政奠都王。
同年11月，由於鄭檊年幼多病，人心不服。棪郡公阮棪圖謀起兵擁立鄭棕，遂奏請太妃阮氏玉琰，希望以鄭棕為攝政。這得到了阮氏的同意，阮氏遣人告訴黃廷寶，但黃廷寶不從。於是鄭棕便勾結三府軍發動叛亂，在11月29日殺黃廷寶，廢黜鄭檊為恭國公。其母鄧氏蕙亦被廢為庶人。阮棪抱鄭檊出居別宮。十一月十三日（1782年12月17日），鄭檊死亡，諡沖愍。

## 腳註
1. ↑  〈鄭氏世家〉原文作「十月二十五日，清乂二處諸軍尊扶端南王，降封奠都王為恭國公。」
2. ↑  〈鄭氏世家〉原文作「壬寅年九月十三日盛王薨……是年十一月十三日薨。」，而景興壬寅干支則為四十三年。